# ハナ子さん
『ハナ子さん』（ハナこさん）は、東宝が1943年（昭和18年）に製作・公開した日本のミュージカル映画である。動画フォーマットはモノクローム・画面アスペクト比2.35:1、音声フォーマットはモノラル。
原作は杉浦幸雄が雑誌『主婦之友』に連載していた漫画『ハナ子さん一家』。

## 概要
『ハナ子さん一家』は1938年9月号より『銃後のハナ子さん』のタイトルで連載開始した、中流家庭の夫婦・ハナ子と五郎を主人公とする家庭漫画で、夫の両親や、出征した夫の兄の妻との共同生活をほがらかに描き、『主婦之友』を発行部数160万部超の人気雑誌にすることに貢献した。ストーリー上でハナ子が出産したのを期に、『ハナ子さん一家』へ改題。原作は1944年に一旦終了したのち、戦後に再開し、映画と同じタイトルの『ハナ子さん』と改題して1949年まで続いた。
主演の轟夕起子は、もともと原作のハナ子のキャラクター造形のモデルだった。轟主演の『爆音』を観た原作者が、轟のもんぺ姿に強い印象を感じ、婦人雑誌の漫画の主人公に、その「いかにも楚々とした姿」が適任と考えたためである。
戦意高揚映画の要素があり、軍歌・戦時歌謡の替え歌が多数登場する。多数の女性ダンサーによるレビューシーンなどに、当時の敵国・アメリカ合衆国のバーレスク映画の影響がある。当時の広告コピーには「明朗闊達な現代女性ハナ子さんとその一家を中心に銃後の女性の心意気を音楽―歌と踊り―と共に明るく描いた音楽喜劇」と紹介されている。
一家が住む住宅は、原作の描写よりも豪華に造形され、「ご主人がサラリーマンなのに（略）とても豪邸」となっている。原作者・杉浦は、当時の日本映画が海外占領地でも上映されていた事情を念頭に、「宣撫班がこういう映画を利用していたので、日本という国がとてもいい暮らしをしているように見せかけるため故意に立派な造りにしたようです」と推測している。また、メインキャラクターのうち五郎の両親と兄の妻は、ストーリー展開上ハナ子の両親と兄の妻に設定が変更されている。
ラストシーンには原作のエピソード（『主婦之友』1941年9月号）である夫・五郎の出征が描かれた。監督のマキノ正博（マキノ雅弘）が戦後に原作者に語ったところによると、おかめの面をかぶったハナ子が、涙を隠して夫におどけてみせる、という原作のシークエンスをどうしても映像化したいために映画化を企画したものであったというが、この部分は検閲のためカットされ、BGMが不自然に切れてしまっている。

## ストーリー
東京の郊外。ハナ子は馬術を趣味とするサラリーマン・桜井五郎と結婚。五郎の賞与日、夫妻は丸の内へ夕食へ出かけたが、五郎は賞与が現金でなく戦時債券で支払われたことを明かし、「お国のために無駄遣いはやめよう」と、外食を断念。その日以降、夫妻は食事や映画に出かける代わりに、隣組の少女たちとかくれんぼで遊んで時間をつぶす「かくれんぼつもり貯金」を考案して家計を節約し始めた。
そのうち、チヨ子の恋人・勇が復員。隣組の人達は、勇を祝って海岸へハイキングへ出かけ、ふたりのためにささやかな結婚式を開いた。そこへ、日独伊三国同盟締結を伝える新聞の号外が届く。参列者が「どうか『産めよ殖やせよ』で子宝部隊を作ってください」と挨拶すると、チヨ子は顔を覆って恥ずかしがった。
隣組が防空訓練を行った日の夜、敵機が来襲し、空襲警報が発令された。そんな中、ハナ子が男児を出産。隣組の人々が桜井家を取り囲み、万歳三唱で祝福した。
やがて、五郎に召集令状が届いた。思い出の馬術場で、五郎はハナ子におかめの面を見せ、冗談交じりに「お前だと思って戦地に持っていく」と告げた。ハナ子が「あなたに何かできることはあるかしら?」と問うと、五郎は「何でも好きなことをやりゃあいい」と言った。ハナ子は後頭部におかめのお面をかぶって踊り、五郎を笑顔で送り出した。

## キャスト
- ハナ子さん：轟夕起子
- お父さん（ハナ子の父）：山本禮三郎
- お母さん（ハナ子の母）：英百合子
- 部隊長坊や（ハナ子の兄の息子）：加納桂三
- 嫂さん（ハナ子の兄の妻）：山根壽子
- 五郎さん：灰田勝彦
- チヨ子さん（五郎の妹）：高峰秀子
- 勇さん：中村彰
- お祖母さん：藤間房子
- 山田さん：岸井明
- 山田さんの奥さん：橘薫
- 大熊さん：小島洋々
- 大熊さんの奥さん：伊藤智子
- 木村さん：嵯峨善兵
- 木村さんの奥さん：伊達里子
- 酒屋さん：望月伸光
- 酒屋さんのおかみさん：泉つね
- 洗濯屋さん：山形凡平
- 洗濯屋さんのおかみさん：田中筆子
- 豆腐屋さん：南里金春
- 豆腐屋さんのおかみさん：加藤欣子
- 名刺屋さん：河崎堅男
- 隣組の娘達：宮川五十鈴、羽島敏子、三邦映子
- 特別出演：東宝舞踊隊

## スタッフ
クレジットママ。原作付きのため、監督は「演出」、脚本は「脚色」となっている。
- 演出：マキノ正博
- 原作：杉浦幸雄『主婦之友』連載漫画より
- 脚色：山崎謙太、小森静男
- 企画：星野武雄
- 撮影：木塚誠一
- 調音：岡崎三千雄
- 美術：北川恵司
- 照明：西川鶴三
- 現像：西川悦二
- 編緝：畑房雄
- 演出助手：本木荘二郎
- 振付：益田隆（東宝舞踊隊）、高木四郎
- 音楽：鈴木静一
- 演奏：東宝映画管弦楽団

## サウンドトラック
サウンドトラックはシングル盤としてニッチク（日本コロムビア）、ビクターそれぞれから発売された。轟夕起子がニッチク、灰田勝彦がビクターの専属であったため。

### ニッチク
- お使ひは自轉車に乗つて（上山雅輔作詞、鈴木静一作曲）
- 楽しい我が家（薗ひさし作詞、鈴木静一作曲） - デュエット曲。上記の所属会社の事情のため、レコードでは轟の相手役として霧島昇が歌っている。なお霧島は、のちに召集された海軍の部隊で本作原作者の杉浦幸雄を部下に迎えている[2]。

### ビクター
- 丘の青い鳥（佐伯孝夫作詞、鈴木静一作曲）
- 緑の小径（門田ゆたか作詞、灰田晴彦作曲）

## ビデオソフト
- 1981年頃[要追加記述]、東宝からVHSが販売された。価格は1万9800円[3]。
- [いつ?]会員制ビデオ通信販売のキネマ倶楽部から、「日本傑作映画全集」レーベルの1本（品番：TND1606）としてVHSソフトが発売された。
- その後、DVD化やBD化は行われていない。